# 逆方差加权
统计学中，逆方差加权（英語：inverse-variance weighting）是一种对随机变量测量值进行加权平均的方法。每个随机变量被其方差的倒数加权。该方法可使平均值的方差最小。
若随机变量的一系列独立测量值为yi，其方差为σi2，则这些测量值的逆方差加权平均为
{\displaystyle {\hat {y}}={\frac {\sum _{i}y_{i}/\sigma _{i}^{2}}{\sum _{i}1/\sigma _{i}^{2}}}.}
在所有加权平均方法中，逆方差加权平均的方差最小，为
{\displaystyle D^{2}({\hat {y}})={\frac {1}{\sum _{i}1/\sigma _{i}^{2}}}.}
若各测量值的方差相等，则逆方差加权平均与简单平均相同。
逆方差加权通常在统计元分析或者感測器整合中用来整合独立测量的结果。